# Roman Alexandrowitsch Russinow

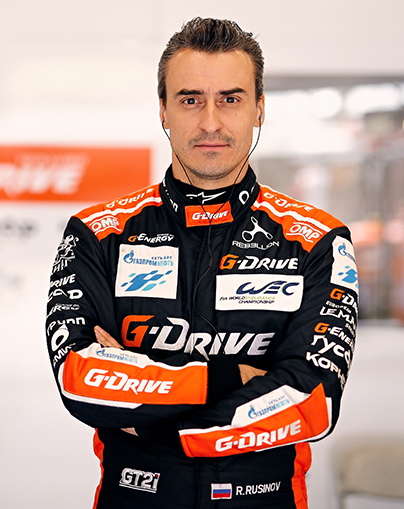
Roman Rusinow 2018

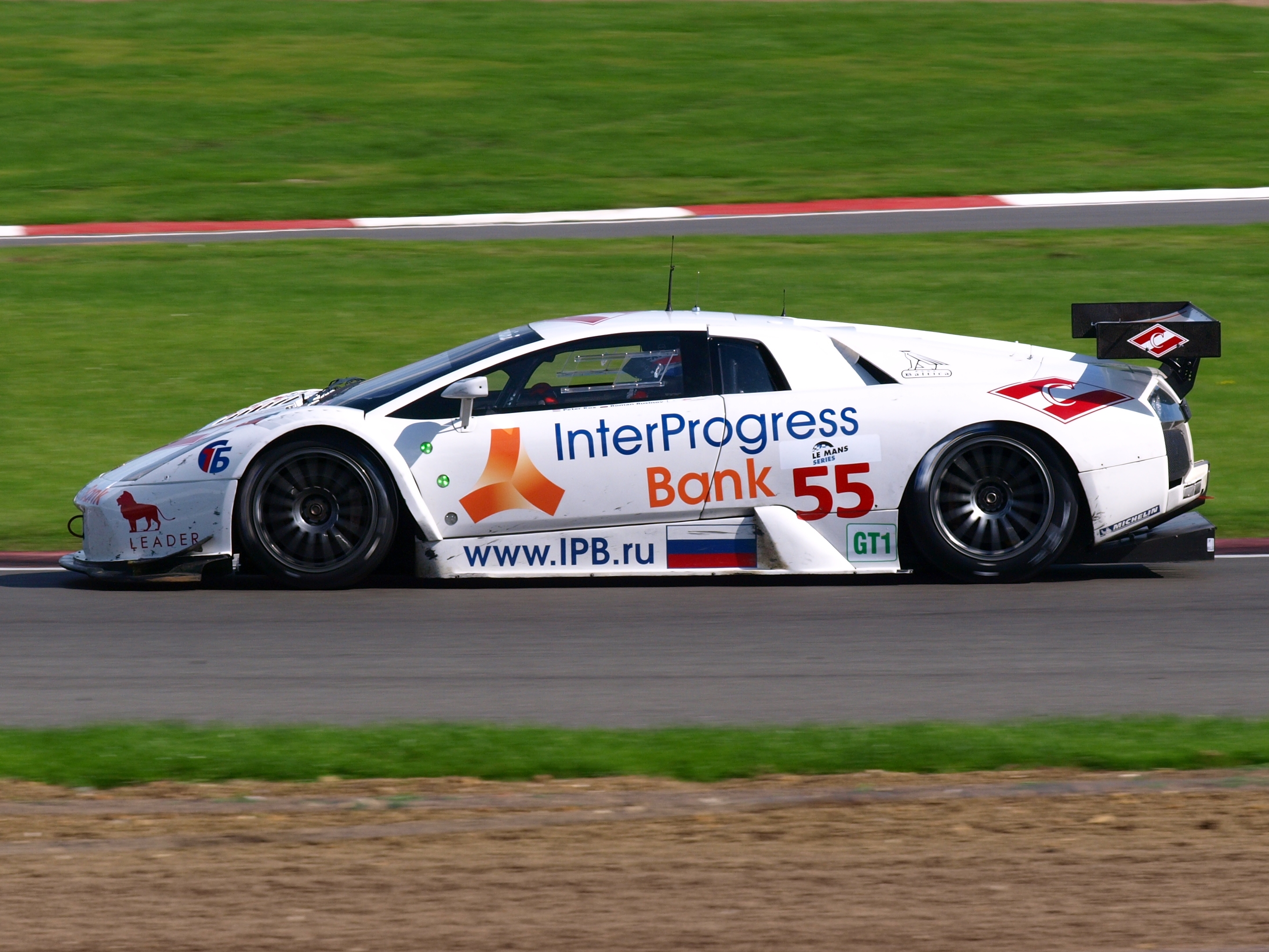
Lamborghini Murciélago von Kox und Russinow beim 1000-km-Rennen von Silverstone 2008

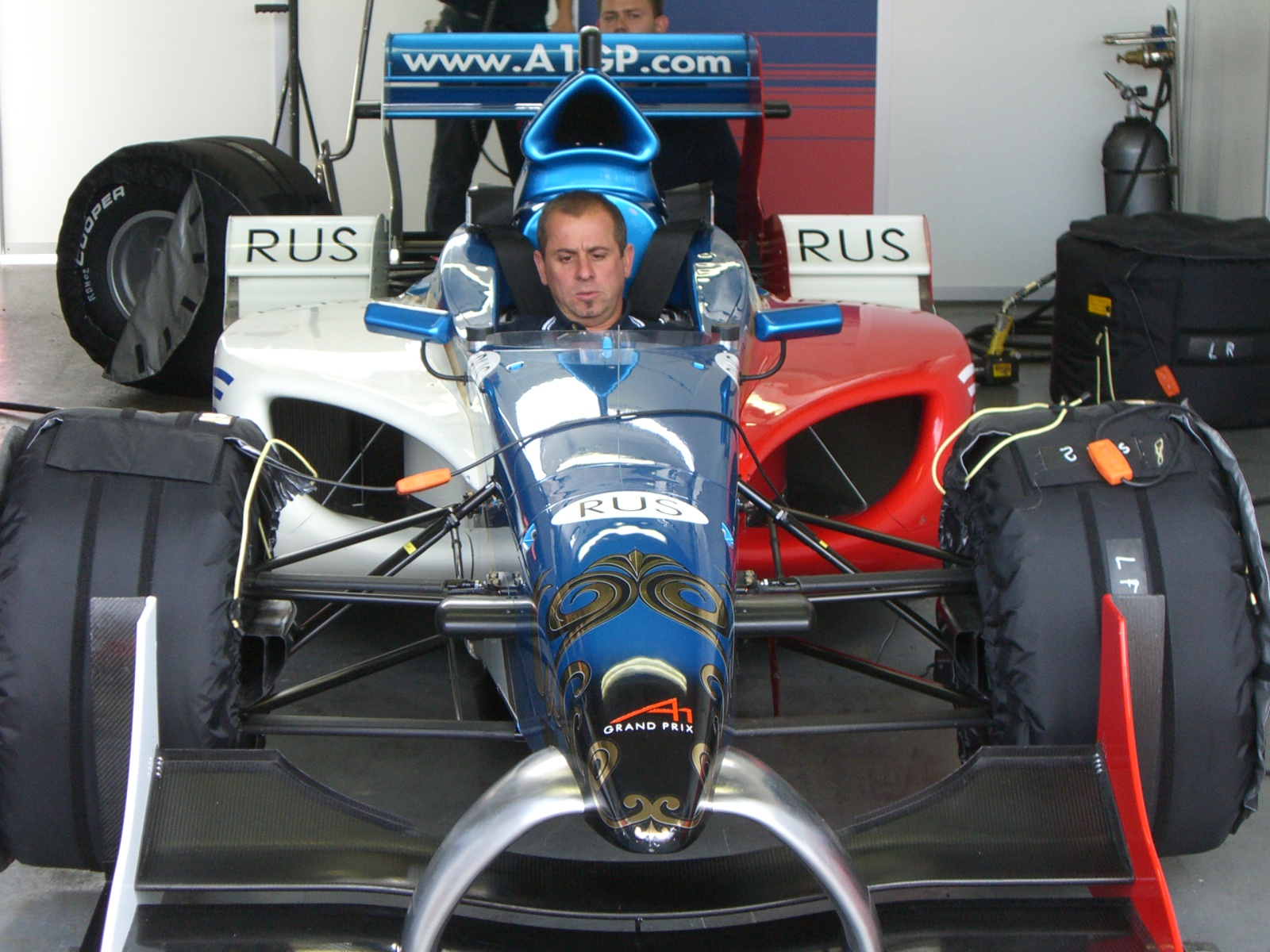
A1GP-Fahrzeug von Russinow 2005

Roman Alexandrowitsch Russinow (russisch Роман Александрович Русинов, wiss. Transliteration Roman Aleksandrovič Rusinov; * 21. Oktober 1981 in Moskau) ist ein ehemaliger russischer Automobilrennfahrer und Sohn von Alexander Russinow, der an verschiedenen Rallye-Raids teilnahm.

## Karriere

### Anfänge im Motorsport
Russinow begann seine Karriere 1988 im Kartsport. Er wechselte 1999 in die Formel Campus, die er als Zehnter der Meisterschaft beendete. Im darauffolgenden Jahr fuhr Russinow in der französischen Formel Renault. Zusätzlich zu den Einsätzen in der nationalen Meisterschaft trat er 2001 auch bei einigen Rennen des Formel Renault Europacups an. Sein bestes Ergebnis erzielte Russinow mit dem 13. Platz auf dem Autodromo Nazionale Monza in Italien. 2002 wechselte er in die Formel Palmer Audi und beendete die Saison mit sieben Podiumsplatzierungen und einem Sieg auf dem Silverstone Circuit. Am Ende des Jahres belegte er den dritten Platz hinter Joel Nelson und Adrian Willmott. Im folgenden Jahr stieg er in die Formel 3000 auf und pilotierte dort für GP Racing einen Lola T99/50. Bei der Qualifikation zum ersten Rennen des Jahres fuhr Russinow auf die Poleposition. Im Rennen konnte er allerdings nicht an die Leistungen im Training anknüpfen und wurde Sechster. In den folgenden sechs Meisterschaftsläufen beendete er drei unter den besten Fünf, fiel jedoch in den verbleibenden Rennen aus.

### Le Mans Endurance Series und FIA-GT
Neben dem Einsatz in der Formel 3000 fuhr Russinow 2003 auch beim 1000-km-Rennen von Le Mans. Zusammen mit Wim Eyckmans und Enrico Muscioni steuerte er einen Courage C65 für das französische Werksteam und beendete das Rennen als Klassensieger der LMP675. Das Einzelrennen im November mündete 2004 in die Le Mans Endurance Series, bei der Russinov für JMB Racing auf einem Ferrari 360 an den Start ging. In der Saison beendete er, zusammen mit Stéphane Daoudi, Jaime Melo und Bert Longin, alle Läufe in den Punkten. Außerdem siegte er beim 1000-km-Rennen von Silverstone in seiner Kategorie. Da weder seine direkten Konkurrenten noch einer seiner drei Teamkollegen an jedem Meisterschaftslauf teilnahmen, gewann er die Fahrermeisterschaft der GT2. Seine Mannschaft JMB Racing, verlor hingegen den Titel der Teamwertung an Sebah Motorsport. 2005 blieb Russinow bei JMB Racing, wechselte aber mit dem Team in die FIA-GT, um dort mit Chris Buncombe einen Maserati MC12 zu pilotieren. Beide Fahrer beendeten die fünf Läufe bis zum Rennen auf dem Automotodrom Brno in den Punkten. Danach wurde sowohl Russinow als auch Buncombe bis zum Jahresende von ständig wechselnden Fahrerpaarungen ersetzt. 2008 kehrte er sowohl in die FIA-GT als auch in die Le Mans Series zurück.
Zusammen mit Peter Kox pilotierte Russinov nun in beiden Rennserien einen Lamborghini Murciélago R-GT für das russische Team IPB Spartak Racing. Während sich das Fahrerduo in drei der fünf Rennen der Le Mans Series unter den ersten drei der GT1-Wertung platzierte, erreichte es in der FIA-GT nur Mittelfeldplatzierungen. 2009 konzentrierte sich das Team um Russinow und Kox auf die Le Mans Series. Beim ersten Rennen auf dem Circuit de Catalunya siegte die Fahrerpaarung erstmals in der GT1-Kategorie. Für das Rennen in Spa wurde Russinow durch die beiden Tschechen Filip Salaquarda und Erik Janiš ersetzt. Bei dem zunächst angestrebten meisterschaftsunabhängigen Rennen in Le Mans erschien der Lamborghini nicht. Beim folgenden Lauf in Algarve fehlte sowohl der Wagen von IPB Spartak Racing als auch der neuentwickelte GT2-Lamborghini, den ebenfalls Reiter Engineering entwickelt hatte. Dessen Fahrer Albert von Thurn und Taxis ließ verlauten: „Das LMS-Programm ist dagegen bei uns im Reiter-Team eigentlich beendet, nachdem sich ein wichtiger russischer Sponsor wegen der aktuellen Wirtschaftslage zurückgezogen hat. Daher werden der GT1 und auch der GT2 wohl erst mal nicht mehr zum Einsatz kommen.“. Russinow selbst kam für das 24-Stunden-Rennen von Le Mans bei Team Modena, einem anderen Le-Mans-Series-Team, unter. Zusammen mit Pierre Ehret und Leo Mansell wurde er Siebter der GT2-Kategorie.

### A1 Grand Prix
Nach dem vorzeitigen Ende seines Engagements in der FIA-GT fuhr Russinow in der Wintersaison 2005/2006 für die russische Mannschaft. Jedoch zog sich das Team nach drei Rennen zurück, da es am nötigen Geld fehlte. Alex Shnaider, ein russisch-kanadischer Geschäftsmann, der das MF1 Racing Team in der Formel 1 besitzt, hat den Ehrgeiz, einen guten russischen Fahrer in sein Team zu bekommen, um den ersten russischen Formel-1-Fahrer der Geschichte zu stellen. Russinow testete bereits viermal für MF1 Racing, es kam aber bisher nie zu einem Einsatz. Über seine Ambitionen in der Formel-1 äußerte sich Russinow 2008: „Ich bin kein Sohn eines Millionärs, und wenn du nicht genügend Geld hast, ist es nahezu unmöglich, ein Cockpit in einem Monoposto zu bekommen.“

### Andere Rennserien
Neben der Le Mans Series und der FIA-GT bestritten Kox und Russinow 2008 drei Rennwochenenden beim ADAC GT Masters. In zwei der sechs Läufe siegte das Fahrerduo für Team Flatex Reiter, dem es damit zum Gewinn der Meisterschaft 2008 verhalf.

## Statistik

### Le-Mans-Ergebnisse
| Jahr | Team               | Fahrzeug                    | Teamkollege       | Teamkollege      | Platzierung     | Ausfallgrund |
| ---- | ------------------ | --------------------------- | ----------------- | ---------------- | --------------- | ------------ |
| 2008 | IPB Spartak Racing | Lamborghini Murciélago R-GT | Mike Hezemans     | Peter Kox        | nicht klassiert |              |
| 2009 | Team Modena        | Ferrari F430GTC             | Pierre Ehret      | Leo Mansell      | Rang 27         |              |
| 2012 | Signatech Nissan   | Oreca 03                    | Nelson Panciatici | Pierre Ragues    | Rang 10         |              |
| 2013 | G-Drive Racing     | Oreca 03                    | John Martin       | Mike Conway      | disqualifiziert |              |
| 2014 | G-Drive Racing     | Morgan LMP2                 | Olivier Pla       | Julien Canal     | Ausfall         | Unfall       |
| 2015 | G-Drive Racing     | Ligier JS P2                | Sam Bird          | Julien Canal     | Rang 11         |              |
| 2016 | G-Drive Racing     | Oreca 05                    | Will Stevens      | René Rast        | Rang 6          |              |
| 2017 | G-Drive Racing     | Oreca 07                    | Pierre Thiriet    | Alex Lynn        | Ausfall         | Unfall       |
| 2018 | G-Drive Racing     | Oreca 07                    | Jean-Éric Vergne  | Andrea Pizzitola | disqualifiziert |              |
| 2019 | G-Drive Racing     | Aurus 01                    | Jean-Éric Vergne  | Job van Uitert   | Rang 11         |              |
| 2020 | G-Drive Racing     | Aurus 01                    | Jean-Éric Vergne  | Mikkel Jensen    | Rang 9          |              |
| 2021 | G-Drive Racing     | Aurus 01                    | Franco Colapinto  | Nyck de Vries    | Rang 12         |              |

### Einzelergebnisse in der FIA-Langstrecken-Weltmeisterschaft
| Saison  | Team           | Rennwagen         | 1   | 2   | 3   | 4   | 5   | 6   | 7   | 8   | 9   |
| ------- | -------------- | ----------------- | --- | --- | --- | --- | --- | --- | --- | --- | --- |
| 2012    | Signatech      | Oreca 03          | SEB | SPA | LEM | SIL | SAO | BAH | FUJ | SHA |     |
| 2012    | Signatech      | Oreca 03          |     | 30  | 10  | 10  | 14  | 10  | DNF | 13  |     |
| 2013    | G-Drive Racing | Oreca 03          | SIL | SPA | LEM | SAO | AUS | FUJ | SHA | BAH |     |
| 2013    | G-Drive Racing | Oreca 03          | 13  | 12  | DNF | 4   | 5   | 5   | 5   | 3   |     |
| 2014    | G-Drive Racing | Oreca 03          | SIL | SPA | LEM | AUS | FUJ | SHA | BAH | SAO |     |
| 2014    | G-Drive Racing | Oreca 03          | 5   | 8   | DNF | 14  | 7   | 9   | 12  | DNF |     |
| 2015    | G-Drive Racing | Ligier JS P2      | SIL | SPA | LEM | NÜR | AUS | FUJ | SHA | BAH |     |
| 2015    | G-Drive Racing | Ligier JS P2      | 6   | 31  | 11  | 8   | 5   | 9   | 10  | 7   |     |
| 2016    | G-Drive Racing | Oreca 05          | SIL | SPA | LEM | NÜR | MEX | AUS | FUJ | SHA | BAH |
| 2016    | G-Drive Racing | Oreca 05          | 7   | 11  | 6   | DNF | 13  | 10  | 7   | 8   | 9   |
| 2017    | G-Drive Racing | Oreca 07          | SIL | SPA | LEM | NÜR | MEX | AUS | FUJ | SHA | BAH |
| 2017    | G-Drive Racing | Oreca 07          | 8   | 7   | DNF | 10  | 8   | 12  | 11  | 11  |     |
| 2018/19 | G-Drive Racing | Oreca 07 Aurus 01 | SPA | LEM | SIL | FUJ | SHA | SEB | SPA | LEM |     |
| 2018/19 | G-Drive Racing | Oreca 07 Aurus 01 | 6   | DNF |     |     |     |     | 8   | 11  |     |
| 2019/20 | G-Drive Racing | Aurus 01          | SIL | FUJ | SHA | BAH | AUS | SPA | LEM | BAH |     |
| 2019/20 | G-Drive Racing | Aurus 01          |     |     |     | 7   |     |     | 9   |     |     |
| 2021    | G-Drive Racing | Aurus 01          | SPA | POR | MON | LEM | BAH | BAH |     |     |     |
| 2021    | G-Drive Racing | Aurus 01          | DNF |     |     | 12  |     |     |     |     |     |